# Восточная Румелия
Восто́чная Руме́лия (болг. Източна Румелия; осман. روم إلى شرقى‎ — Rumeli-i Şarkî; тур. Doğu Rumeli, греч. Ανατολική Ρωμυλία — Anatoliki Romylia) — автономная турецкая провинция с 1878 по 1908 годы. С 1885 года под фактическим контролем Болгарии. Центр провинции — Филиппополь.

## История
Автономия Восточной Румелии была провозглашена Портой 1 (13) июля 1878 год в противовес положениям Сан-Стефанского мира. Трактактом, подписанным после Берлинского конгресса, её провозглашение было признано великими державами и окончательно оформлено 18 (30) мая 1879 года.
Восточная Румелия обладала широкой автономией от Османской империи. Она управлялась наместником султана (генерал-губернатором, болг. Главен управител на Източна Румелия), христианского вероисповедания, который назначался с согласия великих держав. С 6 (18) мая 1879 по 14 (26) апреля 1884 года генерал-губернатором был Александр Богориди (Алеко-паша), с 14 (26) апреля 1884 по 6 (18) сентября 1885 года — Гаврил Крыстевич (Гавриил-паша).
Внутреннее устройство провинции определялось Органическим уставом, выработанным международной комиссией и утверждённым 14 (26) апреля 1879 года. Законодательным органом являлось Областное собрание. Османские войска на территории Восточной Румелии отсутствовали.
Для управления Восточной Румелией при генерал-губернаторе был создан Директорат (болг. Директорат на Източна Румелия) во главе с главным секретарём и директором по внутренним делам (болг. главен секретар и директор на вътрешните работи).
Провинция Восточная Румелия состояла из земель Сливненского и Филиппопольского санджаков, с придачей двух каз (уездов) Адрианопольского. Восточная Румелия, включая область верхней Марицы и Тунджи, была ограничена с севера Балканами, с востока Чёрным морем, с запада водоразделом Марицы и Искра, а с юга полосой, проведённой с запада на восток между 41°36' и 42°12' северной широты.
Автономия просуществовала всего 7 лет; в сентябре 1885 года, после крупного болгарского восстания в этой области территория Восточной Румелии была аннексирована Болгарией, которая находилась под формальным сюзеренитетом Османской империи. 19 января 1886 года было заключено соглашение между Турцией и Болгарией, по которому князь Александр был назначен генерал-губернатором Восточной Румелии сроком на 5 лет. В 1896 году, когда Порта признала принца Фердинанда Кобургского болгарским князем, она одновременно с этим назначила его генерал-губернатором Восточной Румелии.
В 1908 году Фердинанд I принял титул царя Болгарии и объявил об аннексии Восточной Румелии.
В дальнейшем территориальные изменения Болгарии в ходе Балканских, Первой и Второй мировых войн не повлияли на принадлежность Восточной Румелии, которая осталась в её границах.

## Население
Население Восточной Румелии на начало 1885 года составляло 975 030 человек:
| национальность | численность | %       |
| -------------- | ----------- | ------- |
| болгары        | 681 734     | 69,92 % |
| турки          | 200 489     | 20,56 % |
| греки          | 53 028      | 5,44 %  |
| цыгане         | 27 190      | 2,79 %  |
| евреи          | 6982        | 0,72 %  |
| армяне         | 1865        | 0,19 %  |
| другие         | 3742        | 0,38 %  |